# Teatro Camilo Henríquez
El Teatro Camilo Henríquez es un teatro privado chileno ubicado en el centro de Santiago. Fundado en 1956 por el Círculo de Periodistas de Santiago como un centro para las artes escénicas, su nombre se debe en homenaje a fray Camilo Henríquez, quien participó en el proceso independentista chileno y contribuyó con los inicios de la prensa y la literatura chilena republicana. 

## Historia
En octubre de 1953, el Círculo de Periodistas de Santiago inauguró su sede en calle Hermanos Amunátegui, casi al llegar a la Alameda, siendo llamada coloquialmente como la Casa del Periodista. Dicha ceremonia contó con la presencia de distintas autoridades de la época, entre ellas, el presidente de la República, Carlos Ibáñez del Campo, el cardenal José María Caro, los comandantes en jefe de las Fuerzas Armadas de Chile, parlamentarios, entre otras. Este espacio dedicado a los profesionales de las comunicaciones, reunía también a otros intelectuales de la sociedad santiaguina de mediados del siglo xx, tales como escritores y artistas varios. Debido a la situación privilegiada del edificio en una ubicación céntrica y a la pertinencia de los miembros del Colegio de Periodistas de Chile en establecer un espacio dedicado a la promoción artística y cultural, la dirección de la organización, presidida por Juan Emilio Pacull, suscribió un convenio con la Pontificia Universidad Católica de Chile (PUC), para que su escuela de teatro pudiese ocupar las dependencias destinadas a fines culturales dentro de la edificación. El Teatro Camilo Henríquez fue inaugurado en 1956, mediante la celebración de un contrato de arrendamiento entre el Colegio de Periodistas de Chile y la Escuela de Teatro de la PUC, dirigida por Eugenio Dittborn. En este marco, el Teatro Ensayo de la universidad inició operaciones en las instalaciones de la sala teatro, realizando diversas presentaciones de variados géneros. El 26 de abril de 1958, la compañía estrenó su primer musical, Esa señorita Trini.
En 2014, tras varios años en los que su función original de teatro había sido modificada y se convirtió en una sala de eventos, el edificio fue sometido a un proceso de remodelación financiado con fondos públicos, mediante un proyecto apoyado por la convocatoria Fondart. La dirección artística del espacio fue asumida por el reconocido director de teatro, Ramón Griffero. En 2017, la actriz y exministra de cultura chilena, Paulina Urrutia, asumió el cargo de directora artística del teatro, iniciando un proceso de reestructuración de la cartelera para 2018 en adelante.